# Bétera

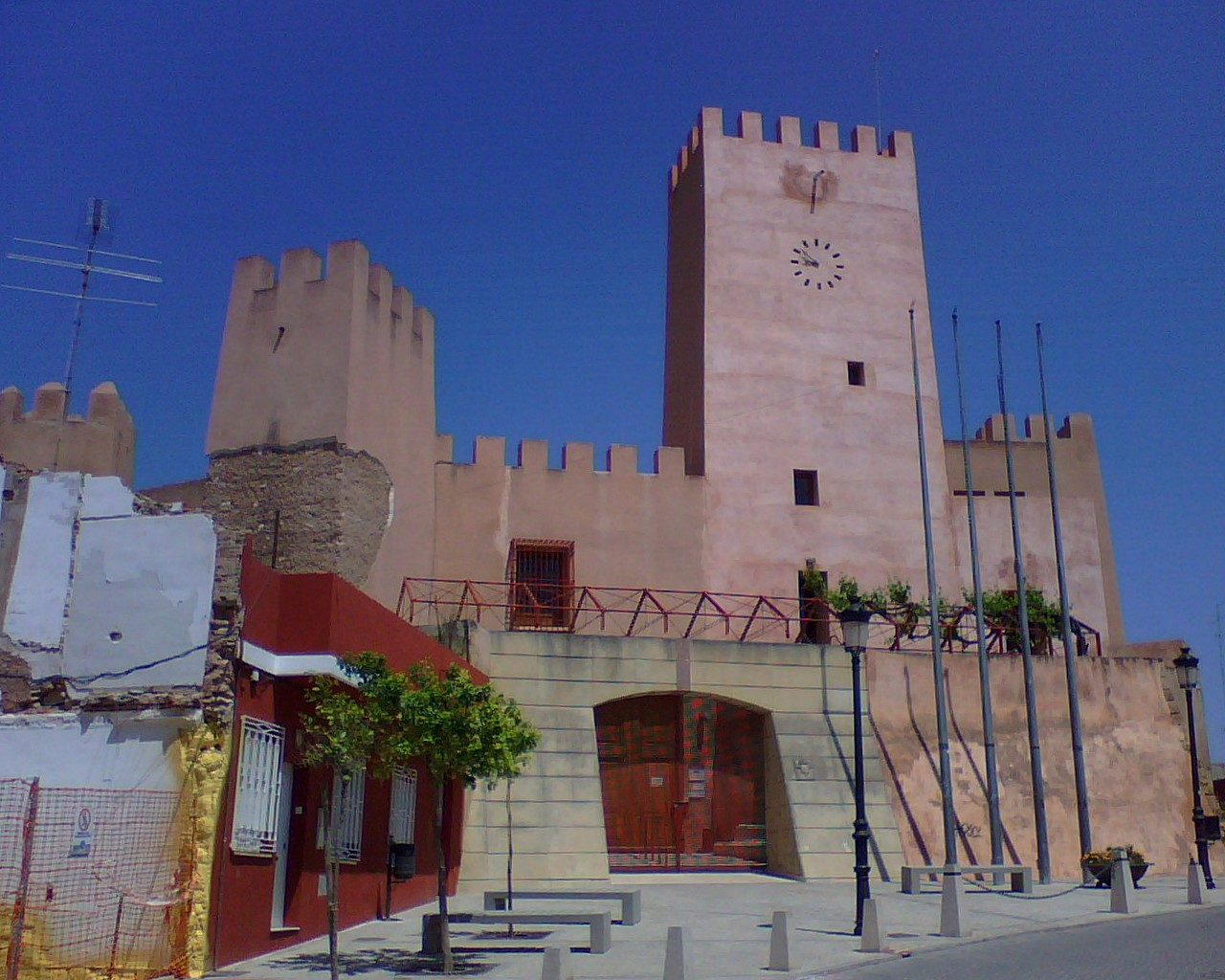
Château de Bétera.

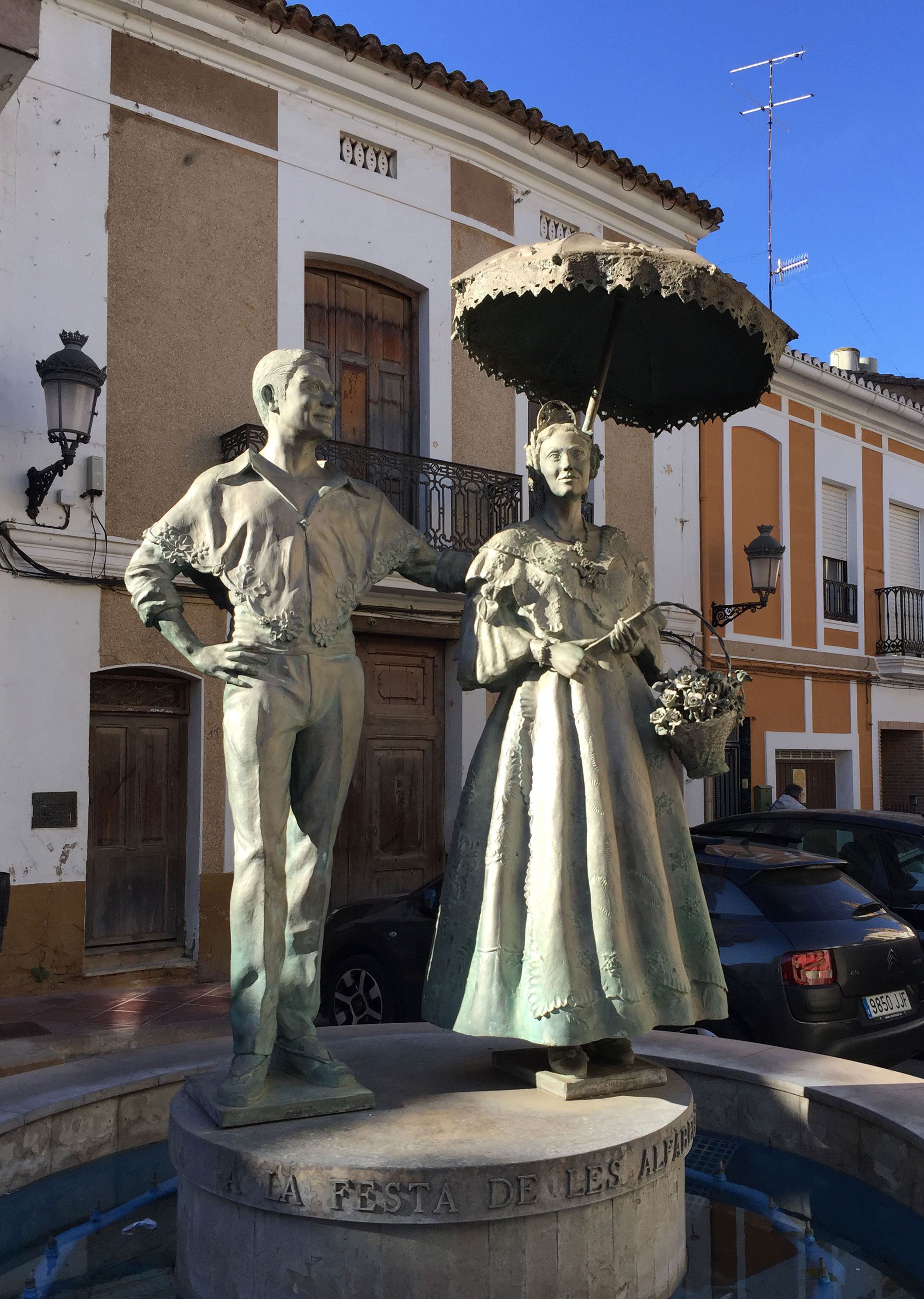
Monument à la Fête du basilic (alfabegue en valencien) à Bétera.

Bétera (en valencien et en castillan), est une commune d'Espagne de la province de Valence dans la Communauté valencienne. Elle est située dans la comarque du Camp de Túria et dans la zone à prédominance linguistique valencienne.

## Géographie

Localisation de Bétera
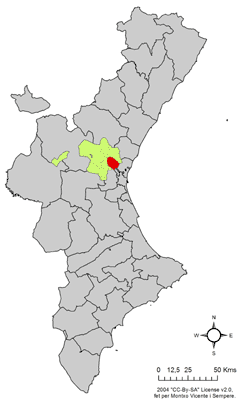
dans la Communauté valencienne.
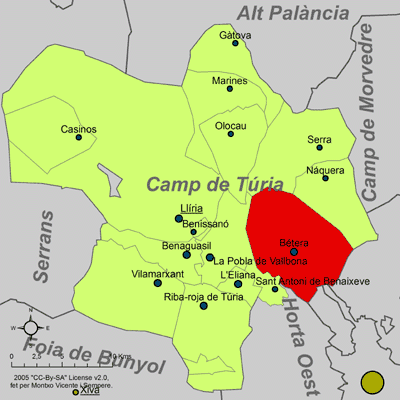
dans la comarque du Camp de Túria.

### Localités limitrophes
Le territoire municipal de Bétera est voisin de celui des communes suivantes :
Godella, Moncada, Náquera, Paterna, La Pobla de Vallbona, Serra, Valence et San Antonio de Benagéber, toutes situées dans la province de Valence.

### Infrastructures et voies d'accès
La ville de Bétera est desservie par la ligne 1 du métro de Valence.

## Démographie
| 1990  | 1992  | 1994   | 1996   | 1998   | 2000   | 2002   | 2004   | 2005   |
| ----- | ----- | ------ | ------ | ------ | ------ | ------ | ------ | ------ |
| 9.441 | 9.923 | 10.905 | 11.619 | 12.376 | 13.885 | 15.087 | 17.188 | 18.177 |

## Administration
Liste des maires, depuis les premières élections démocratiques.
| Législature | Nom du Maire                                                         | Parti politique |
| ----------- | -------------------------------------------------------------------- | --------------- |
| 1979-1983   |                                                                      |                 |
| 1983-1987   |                                                                      |                 |
| 1987-1991   |                                                                      |                 |
| 1991-1995   |                                                                      |                 |
| 1995-1999   |                                                                      |                 |
| 1999-2003   | Amparo Domenech Palau                                                | PP              |
| 2003-2007   | (Pendant 25 jours Juan José Baudés Llistó) José Manuel Martínez Aloy | Upib            |
| 2007-2011   | José Manuel Martínez Aloy                                            | PP              |

## Patrimoine
Les fêtes de la ville ont lieu du 12 au 22 août. Le 15 août, on offre à la Vierge des plantes de basilic cultivées localement et qui ont une taille bien supérieure à la normale, atteignant 2 m de hauteur et un diamètre pouvant aller jusqu'à 4 m. Le basilic (alfabegue en valencien) est l'emblème floral de la ville, où un monument de lui est dédié.